# Procesos uncinados de las costillas
Los procesos uncinados de las costillas son extensiones de hueso que se proyectan caudalmente desde el segmento vertical de cada costilla.  Se encuentran en aves (excepto en los chillones ), algunos reptiles y algunos de los primeros tetrápodos, como en el caso de Ichthyostega.

## Etimología
Uncinado significa enganchado, del latín uncinatus, de uncinus, púa, de uncus, gancho. 

## Distribución
Los procesos uncinados óseos se conocen principalmente para las aves, pero también se encuentran en algunos reptiles y en los primeros anfibios. 
Hay procesos uncinados cartilaginosos en los cocodrilos. También se ha informado en Sphenodon y envertebrados fósiles, como Caudipteryx, oviraptorids, Dromeosauridae, Confuciusornis, Chaoyangia y Longipteryx.
Los chillones (Anhimidae) son las únicas aves que carecen de estos procesos. Los procesos también se han observado en algunas aves fósiles. Existe discusión sobre la presencia de estos procesos en Archaeopteryx.

## Función
Estos procesos unen los músculos de la escápula y ayudan a fortalecer la caja torácica que se superpone posteriormente con las costillas. También se ha demostrado que desempeñan un papel en la respiración al aumentar la eficacia de los músculos implicados en la inspiración, incluidos los músculos apendicocostales. Los procesos son cortos en aves caminanadoras y largos en especies buceadoras y son de duración intermedia en aves no especialistas.